# Comuna Țițești, Argeș
Țițești este o comună în județul Argeș, Muntenia, România, formată din satele Bucșenești-Lotași, Cișmea, Țițești (reședința), Valea Mănăstirii și Valea Stânii.

## Așezare
Comuna se află în partea estică a județului, pe malul stâng al râului Târgului. Este străbătută de șoseaua națională DN73, care leagă Piteștiul de Brașov. În satul Cișmea, din acest drum se ramifică șoseaua județeană DJ732A, care duce spre nord la Bălilești. Comuna este străbătută și de calea ferată Pitești-Câmpulung-Parc Kretzulescu, pe care este deservită de stația Bucșenești.

## Istorie
La sfârșitul secolului al XIX-lea, comuna făcea parte din plasa Râul Doamnei a județului Muscel și era formată din satele Țițești, Dezrobiți, Hârtiești și Valea Stânei, având în total 1150 de locuitori. În comună funcționau două biserici, o școală și o mănăstire. Anuarul Socec din 1925 o consemnează în plasa Râurile a aceluiași județ, având 1817 locuitori în satele Bucșenești, Hârtiești, Țițești și Valea Mănăstirii. În 1931, temporar, comuna a fost numită Valea Mănăstirii, deși reședința ei rămânea la Țițești.
În 1950, comuna a fost transferată raionului Muscel din regiunea Argeș. În 1968, a trecut la județul Argeș.

## Monumente istorice
În comuna Țițești se află trei monumente istorice de interes național. Două sunt monumentele istorice de arhitectură ansamblul curții lui Iane Vistiernicul (secolele al XVI-lea–al XVII-lea) din Bucșenești-Lotași — ansamblu alcătuit din Biserica „Sf. Nicolae” - Hârtești (1532) și ruinele casei lui Iane Vistiernicul (sec. XVII) —; și mănăstirea Valea (secolele al XVI-lea–al XIX-lea) din satul Valea Mănăstirii — ansamblu alcătuit din biserica „Sf. Treime” și „Cuvioasa Paraschiva” (1534), ruinele chiliilor (1534), clopotnița (1846) și zidul de incintă (1846). Altul este monumentul memorial sau funerar reprezentat de o cruce de piatră datând din 1721 aflat la 250 m de biserica din Bucșenești-Lotași.
În rest, alte două obiective din comună sunt incluse în lista monumentelor istorice din județul Argeș ca monumente de interes local, ambele clasificate ca situri arheologice: așezarea din Epoca Bronzului (cultura Tei) din dealul Solovanului, de la Bucșenești-Lotași; și necropola tumulară din perioada Hallstatt, aparținând culturii Ferigile-Bârsești și descoperită lângă școala din Țițești.

## Demografie
Componența etnică a comunei Țițești
     Români (82,93%)
     Romi (8,87%)
     Alte etnii (0,02%)
     Necunoscută (8,18%)
Componența confesională a comunei Țițești
     Ortodocși (68,39%)
     Creștini după evanghelie (22,13%)
     Alte religii (1,01%)
     Necunoscută (8,47%)
Conform recensământului efectuat în 2021, populația comunei Țițești se ridică la 5.232 de locuitori, în creștere față de recensământul anterior din 2011, când fuseseră înregistrați 4.937 de locuitori. Majoritatea locuitorilor sunt români (82,93%), cu o minoritate de romi (8,87%), iar pentru 8,18% nu se cunoaște apartenența etnică. Din punct de vedere confesional, majoritatea locuitorilor sunt ortodocși (68,39%), cu o minoritate de creștini după evanghelie (22,13%), iar pentru 8,47% nu se cunoaște apartenența confesională..

## Politică și administrație
Comuna Țițești este administrată de un primar și un consiliu local compus din 15 consilieri. Primarul, Gheorghe Savu[*], de la Partidul Național Liberal, este în funcție din 2016. Începând cu alegerile locale din 2024, consiliul local are următoarea componență pe partide politice:
|  | Partid                          | Consilieri | Componența Consiliului | Componența Consiliului | Componența Consiliului | Componența Consiliului | Componența Consiliului | Componența Consiliului | Componența Consiliului | Componența Consiliului | Componența Consiliului | Componența Consiliului |
|  | ------------------------------- | ---------- | ---------------------- | ---------------------- | ---------------------- | ---------------------- | ---------------------- | ---------------------- | ---------------------- | ---------------------- | ---------------------- | ---------------------- |
|  | Partidul Național Liberal       | 10         |                        |                        |                        |                        |                        |                        |                        |                        |                        |                        |
|  | Partidul Social Democrat        | 3          |                        |                        |                        |                        |                        |                        |                        |                        |                        |                        |
|  | Alianța pentru Unirea Românilor | 1          |                        |                        |                        |                        |                        |                        |                        |                        |                        |                        |
|  | Forța Dreptei                   | 1          |                        |                        |                        |                        |                        |                        |                        |                        |                        |                        |